# Eagle Airpark
Eagle Airpark (code FAA : A09)  est un aéroport public situé dans le comté de Mohave, en Arizona, aux États-Unis. Il est situé à 22 km au sud du quartier d'affaires de Bullhead City.  

## Installations et avions
Eagle Airpark couvre une superficie de 16 ha à une altitude de 147 mètres. Il possède une piste désignée 17/35 avec une surface asphaltée mesurant 1 463 mètres de long et 15 mètres de large.  
Pour la période de 12 mois se terminant le 23 avril 2010, l'aéroport a organisé environ 16 000 vols, soit une moyenne de 43 par jour. À cette époque, 47 avions étaient basés sur cet aéroport : 91,5 % monomoteur, 6,4 % multi-moteur et 2,1 % jet.  